# Лугов, Евгений Михайлович
Евгений Михайлович Лугов (9 февраля 1922, Рыбинск — 24 мая 1982, Кемерово) — советский дирижёр, композитор, народный артист РСФСР.

## Биография
Евгений Михайлович Лугов родился 9 февраля 1922 года в Рыбинске. Детство и юность провёл в Ленинграде, учился в Хоровой школе при Ленинградской капелле, преобразованной в 1936 в Десятилетку при Консерватории, которую он и окончил в 1940 году, занимался композицией, дирижированием, а также по классу саксофона, освоил кларнет, фортепиано. После выпуска играл в эстрадном оркестре в Калинине.
Участвовал в Великой Отечественной войне. Был зачислен в маршевую роту. В 1943 году попал в музыкальный взвод, служил в дивизии, освобождавшей Миргород. Участвовал в освобождении Белграда, закончил войну в австрийском Граце.
С 1946 года после демобилизации был музыкальным руководителем ансамбля Советской армии Южной группы войск в Констанце (Румыния). Гастролировал по многим странам Европы. В 1948—1951 годах — дирижёр, а затем главный дирижёр Крымского театра оперетты в Симферополе. В 1951—1952 годах работал в Ярославском театре музыкальной комедии.
В 1952—1982 годах служил дирижёром Кемеровского государственного театра музыкальной комедии (сейчас Государственный музыкальный театр Кузбасса). В 1953 году стал главным дирижёром театра. За 30 лет под его управлением было исполнено более 70 оперетт.
Был автором солдатских песен, песен о Сибири, музыкальной комедии для детей «Золотая труба». Написал песню на стихи Г. Юрова «Рабочая мелодия Кузбасса», которая позже стала гимном Кузбасса.

## Семья
- Жена — актриса оперетты, певица Руфина Емельяновна Озерова (Лугова; род. 1939), заслуженная артистка РСФСР.
- Дочь — актриса оперетты Светлана Евгеньевна Лугова (род. 1964), заслуженная артистка России.

## Награды и премии
- Медаль «За боевые заслуги» (1943).
- Орден Красной Звезды (1944).
- Медаль «За победу над Германией в Великой Отечественной войне 1941—1945 гг.» (1945).
- Медаль «За освобождение Белграда».
- Медаль «За взятие Будапешта».
- Юбилейная медаль «Двадцать лет Победы в Великой Отечественной войне 1941—1945 гг.» (1965).
- Юбилейная медаль «50 лет Вооружённых Сил СССР» (1967).
- Медаль «В ознаменование 100-летия со дня рождения Владимира Ильича Ленина» (1970).
- Юбилейная медаль «Тридцать лет Победы в Великой Отечественной войне 1941—1945 гг.» (1975).
- Заслуженный деятель искусств РСФСР (12.03.1965).
- Народный артист РСФСР (24.02.1980)[1].

## Творчество

### Дирижёр-постановщик
- «Герцогиня Герольштейнская» Оффенбаха
- «Баядера» Кальмана
- «Аленушка» Гомоляки
- «Мой безумный брат» Цабадзе
- «Жемчужина Сибири» Мартынова и Бирюкова
- «Севастопольский вальс» К. Листова
- «Белая акация» И. Дунаевского
- «На рассвете» О. Сандлера
- «Мы хотим танцевать» А. Петрова
- «Моя прекрасная леди» Ф. Лоу
- «Сильва» И. Кальмана (1975)
- «Мадемуазель Нитуш» Ф. Эрве (1975)
- «Сталинград-42» Н. Минха (1975)